# Peloneustes
Peloneustes (nadador del fango) es un género representado por una única especie de pliosauroide pliosáurido, que vivió en el Jurásico Medio (Calloviense) en lo que ahora es Gran Bretaña.

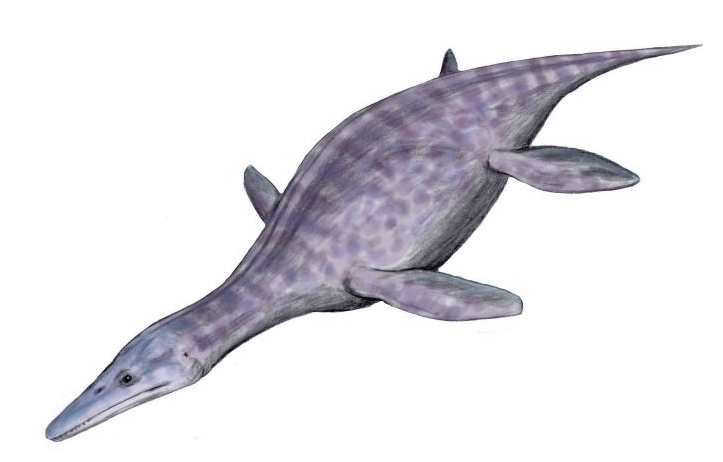
Reconstrucción

Sus restos se encontraron en la formación Oxford Clay, que data de principios del Oxfordiense; se trata del género más común entre los pliosáuridos. A medida que el Jurásico llegaba a su fin, los pliosaurios se diferenciaban aún más de los plesiosaurios. El cuello se acortó y las vértebras cervicales se redujeron hasta menos de 20, frente a las más de 30 de los plesiosaurios. Peloneustes poseía en las mandíbulas un número menor de dientes, más separados entre sí, eran cortos y cónicos. Su dieta pudo estar basada en ammonites de concha dura, belemnites, sepias, calamares y otros reptiles marinos. Es uno de los géneros más pequeños de la familia, de hasta 3 metros de longitud. Es frecuentemente representado en las mismas aguas que Liopleurodon.